# Maximilien Joseph Hurtault
Maximilien Joseph Hurtault (Huningue, 8 giugno 1765 – Parigi, 2 maggio 1824) è stato un architetto francese.

## Biografia
Molto presto lavorò con il direttore delle fortificazioni di Huningue. Una volta a Parigi, divenne allievo di Richard Mique e fu impiegato, dal suo maestro, allo Château du Trianon. Sotto il Direttorio divenne professore all'École polytechnique e ispettore architetto delle stanze del Consiglio degli Anziani e del Consiglio dei Cinquecento. Partecipò al restauro del Palazzo delle Tuileries, in particolare alla decorazione della cappella e del teatro sotto la direzione di Percier e Fontaine.
Dopo aver ottenuto il secondo gran premio di architettura, nel 1797, si recò in Italia per 20 mesi. Al suo ritorno, fu nominato architetto al castello di Fontainebleau, dove fu responsabile di diversi restauri, tra cui quelli del Pavillon de l'Étang e della Galerie de Diane intorno al 1810. Progettò anche il giardino all'inglese nel parco del castello. Era membro della giuria della École nationale supérieure des beaux-arts e incaricato del controllo generale del Consiglio degli edifici civili. Il 13 febbraio 1819, fu ammesso Institut de France e divenne direttore dei lavori a Saint-Cloud. Realizzò i padiglioni per la porta di Sèvres. Luigi XVIII gli commissionò di disegnare, sulla collina di Montretout, a Saint-Cloud, un giardino all'inglese destinato agli infanti di Francia, Louise d'Artois e suo fratello Henri, duca di Bordeaux; si tratta del giardino del Trocadéro a ricordo della vittoria conquistata in Spagna dal duca di Angoulême. Dopo la morte di Hurtault, Eugène Dubreuil (1782-1862) completò il suo sviluppo.
Altre sue opere:
- un maneggio in rue Saint-Honoré (scomparso)
- una villa privata in rue de la Paix
- una casa al 4 rue Richepance (per la sua famiglia), oggi conosciuta come Rue du Chevalier-de-Saint-George
- una casa al numero 1 passage Cendrier

È sepolto nel cimitero parigino del Père Lachaise 11ª divisione, Chemin Méhul).